# Devlet IV Giray
Devlet IV Giray (1730—1780) fou kan de Crimea (1769-1770), fill d'Arslan Giray. Va succeir a Qırım Giray el febrer de 1769.
Va nomenar Shahbaz Girai com a khalgay i Mubarek Giray com a nureddin. Shahbaz fou el pare d'Halim Giray, autor d'una història poètica de Crimea coneguda com "L'opció rosa dels kans de Crimea"
La Porta li va encarregar participar en la guerra i fer aixecar el setge de Khotin, però no se'n va sortir i el 1770 fou deposat. És descrit com a curt de gambals però amb un gran nombre d'aduladors. Fou nomenat al seu lloc Qaplan II Giray.
El 1775 el kan Sahib II Giray fou enderrocat en una revolta segurament instigada pels russos i va fugir a Turquia. Devlet IV Giray, que era el favorit dels russos, fou posat al tron i va nomenar Shahbaz Giray com a khalgay i Mubarek Giray com a nureddin. L'antic khalgay (deposat el 1774) Shahin Giray va reunir un contingent de nogais i el va atacar; els dos bàndols s'enfrontaren durant un any, i Devlet es va acostar als otomans; el maig de 1776 va arribar el Kapudan Pasha otomà que portava la investidura del sultà per Devlet. Shahin, amb el suport d'un regiment rus, es va retirar a la península de Taman, mentre Devlet aconseguia imposar-se amb el suport de tropes turques que van arribar camuflades. Això implicava un trencament del tractat de Küçük Kaynarca de 1774.
Shahin va escriure a Devlet convidant-lo a abandonar el tron si no volia ser expulsat per la força; davant això alguns dels mirzes o caps tribals van abandonar a Devlet. A la batalla decisiva el novembre de 1776, Shahin va aconseguir la victòria i amb 40.000 tàtars i un contingent de circassians va avançar cap a Crimea. Va córrer el rumor que s'havia fet cristià i s'havia unit a l'església grega i els russos li van donar suport obert i van ocupar Perekop. Acompanyat de forces russes, Shahin va avançar cap a Bakhtxissarai des de Taman, via Feodòssia i es va reunir amb l'exèrcit que li donava suport. A Ak Mejid, a uns 35 km de Bakhtxisarai, va enviar dos cossos de forces russes, una cap al palau del kan i un altre cap a Gosleve. Devlet va demanar instruccions a la Porta i va rebre l'ordre de retirar-se a Sinope; l'11 de maig de 1777 va arribar a Constantinoble. Shahin Giray va pujar al tron.